# Draba olympicoides
Draba olympicoides là một loài thực vật có hoa trong họ Cải. Loài này được Strobl mô tả khoa học đầu tiên năm 1903.